# Dual Spring
Dual Spring is een veersysteem van Yamaha motorfietsen.
Het bestaat uit twee gescheiden veren waarvan er één uitgeschakeld kan worden. Dual Spring werd voor het eerst gebruikt op de Yamaha TDM 850.